# Strój naturalny
Strój naturalny – system dźwiękowy oparty na naturalnych podziałach strun. Stosowany był powszechnie przed wynalezieniem systemów temperowanych. Z powodu licznych niedokładności intonacyjnych w tym stroju niemożliwe było poruszanie się po tonacjach dalekich w kole kwintowym, grając na instrumentach, gdzie poszczególne dźwięki zostały ustalone np. przez konstruktora instrumentu czy stroiciela (fortepian, klawesyn). Dziś strój ten stosuje się jedynie w instrumentach, gdzie możliwa jest łatwa korekcja intonacyjna przez grającego (instrumenty smyczkowe). Wyznacznikiem strojenia „na ucho” są tu najczęściej interwały czyste takie, jak: pryma, oktawa, kwinta czy kwarta.